# Мирзакентська селищна адміністрація
Мирзаке́нтська селищна адміністрація (каз. Мырзакент кенттік әкімдігі, рос. Мырзакентская поселковая администрация) — адміністративна одиниця у складі Мактааральського району Туркестанської області Казахстану. Адміністративний центр та єдиний населений пункт — селище Мирзакент.
Населення — 16550 осіб (2021; 13274 у 2009, 10146 у 1999, 10333 у 1989).
Станом на 1989 рік існувала Слов'янська селищна рада (смт Слов'янка). 2023 року до складу Мирзакентської селищної адміністрації передано 0,98 км² Єнбекшинського сільського округу та 0,62 км² Жанажольського сільського округу.